# El Harrach Centre (métro d'Alger)
Pour les articles homonymes, voir El-Harrach (homonymie).
El Harrach Centre est une station de la ligne 1 du métro d'Alger, mise en service le 4 juillet 2015.

## Caractéristiques
La station El Harrach Centre se situe sous le cours du Congrès de la Soummam, à proximité du marché d'El Harrach.
Elle dispose de trois sorties entre le cours du congrès de la Soummam et le siège de l'APC d'El Harrach. Elle est équipée d'un ascenseur pour personnes à mobilité réduite.
La station est située à moins de 500 m de la station El Harrach Gare, mais elle est séparée d'elle par une ligne ferroviaire et l'Oued El Harrach.

## Historique
La station fait partie de l'extension B  de la ligne 1 du métro d'Alger, mise en service le 4 juillet 2015.

## Services aux voyageurs

### Accès et accueil

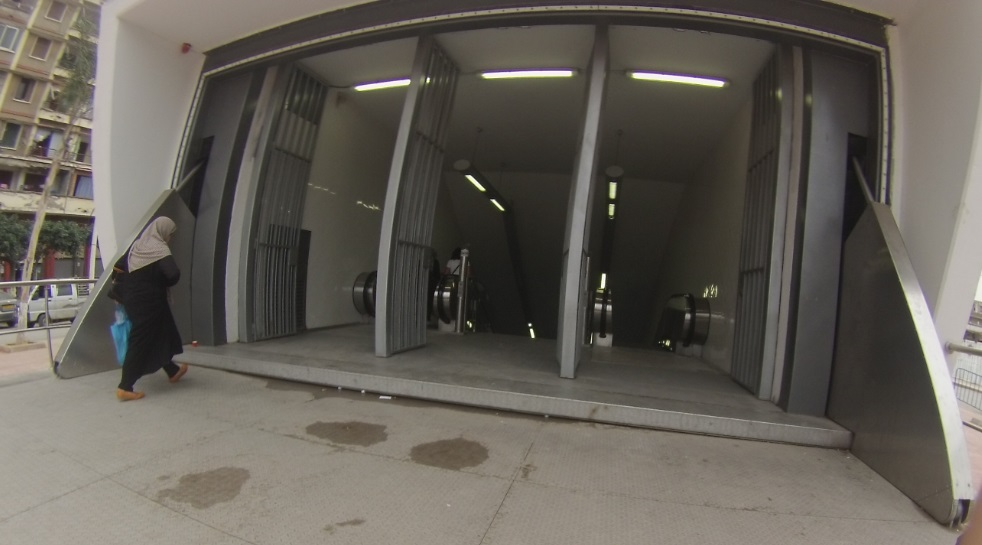
Entrée de la Bouche de métro de la station El Harrach

- Sortie n°1 : Cours du Congrès de la Soummam
- Sortie n°2 : Rue Cheikh Ibrahim
- Sortie n°3 : Rue Lahcen
- Ascenseur :

### Intermodalité
- Bus ETUSA : lignes 1, 5 et 28

## À proximité
- Marché du centre d'El Harrach
- Mairie d'El Harrach
- Sûreté de Daïra
- Mosquée El Chafie
- Lycée Ourida Meddad

## Galerie de photographies

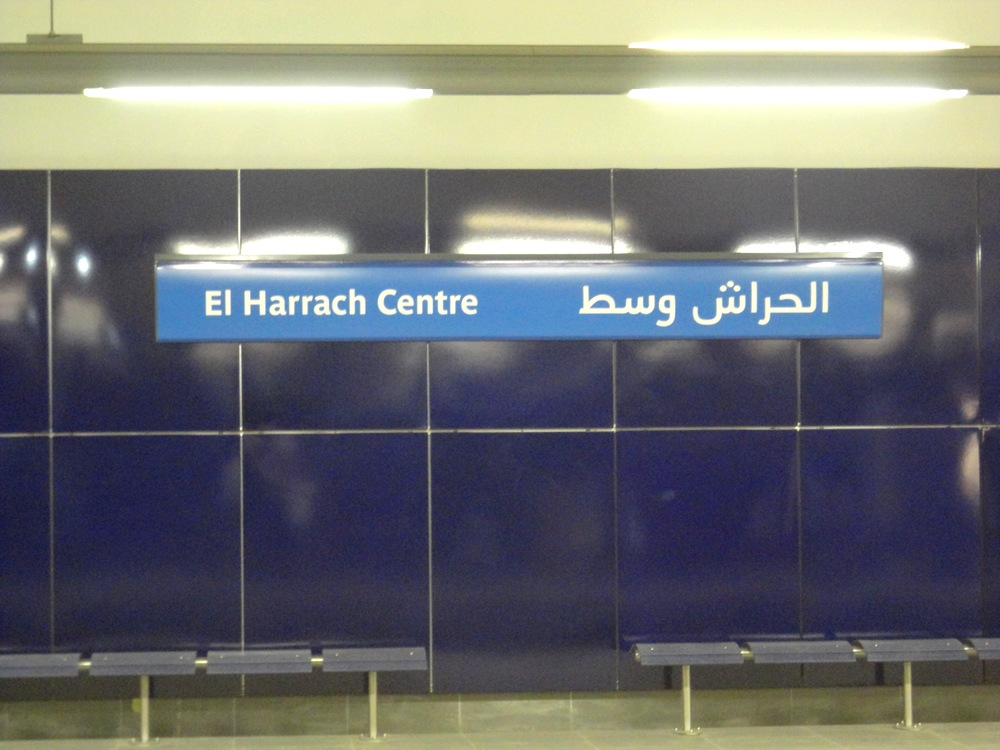
Le nom de la station.
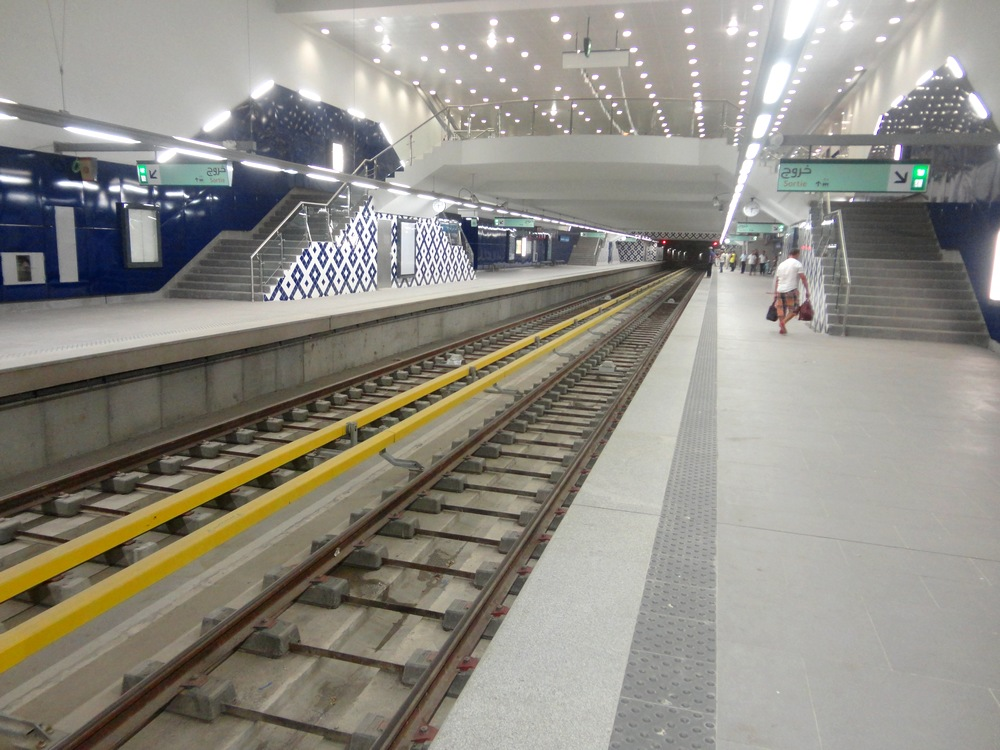
Le quai de la station.
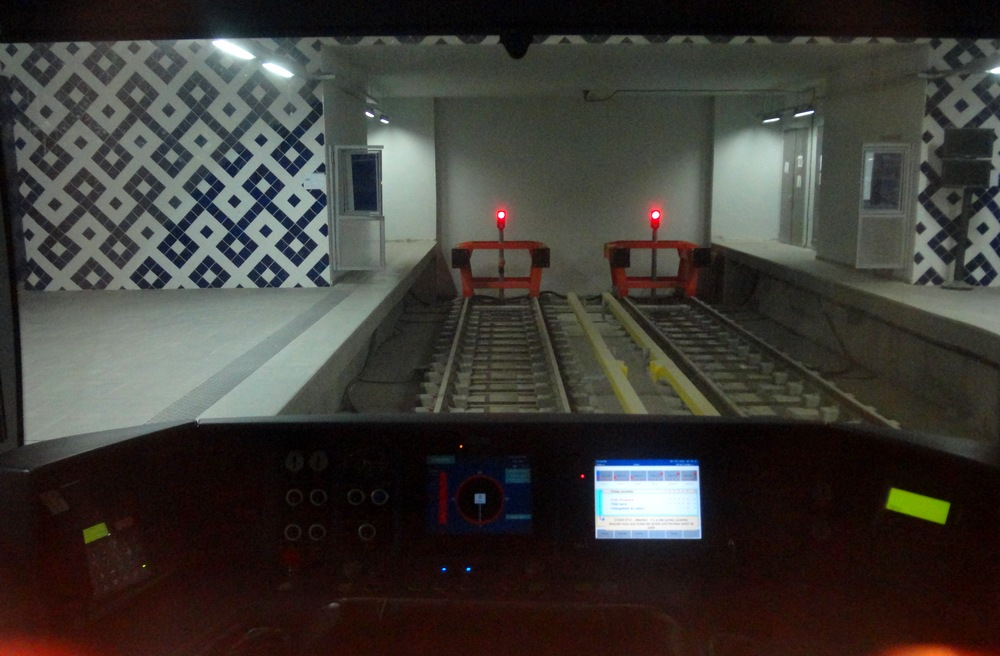
Fin de la ligne actuelle.
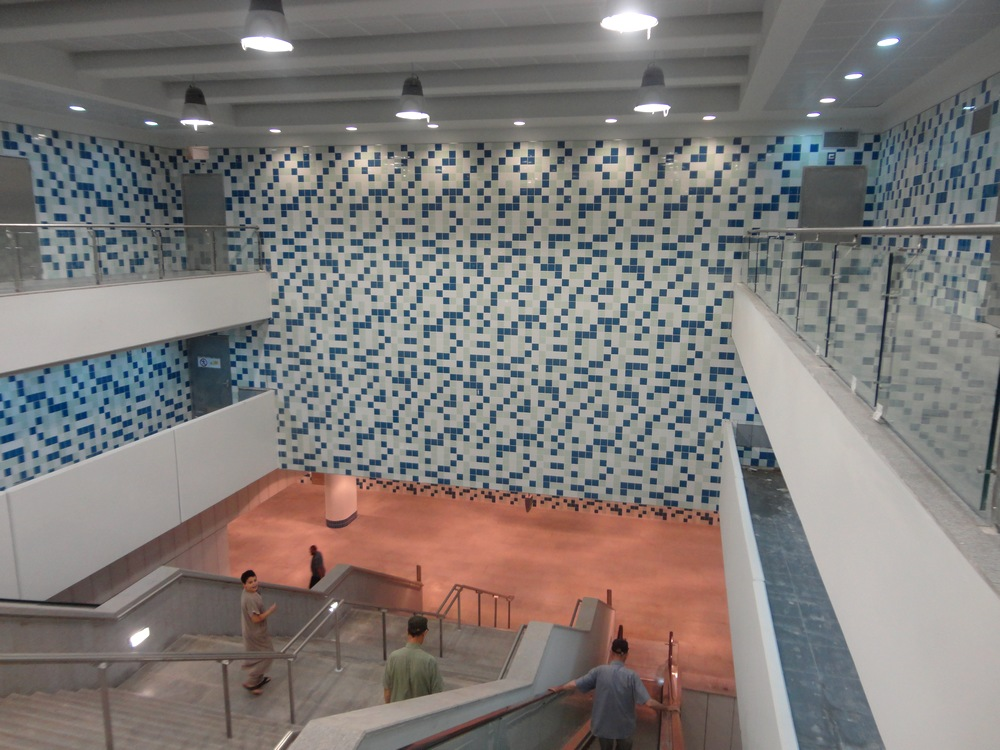
Descente vers le hall billetterie
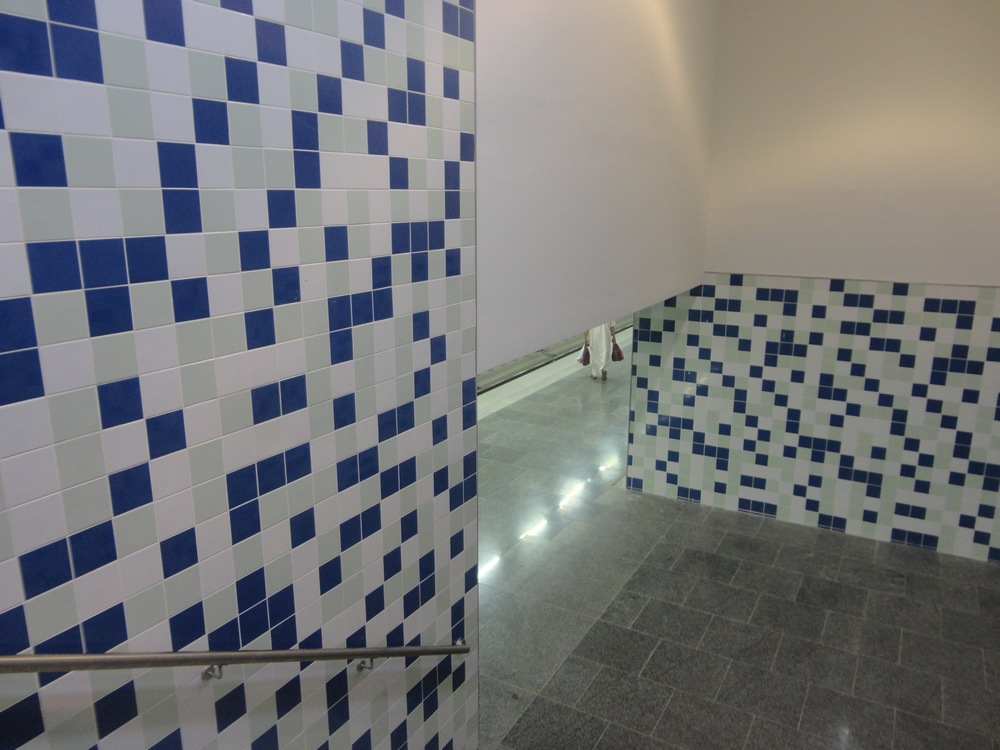
Escalier vers le quai.